# ولادیمیر لیاخوف
ولادیمیر پلاتونوویچ لیاخوف (به روسی: Владимир Платонович Ляхов) ‏(۱۸۶۹–۱۹۱۹)، هفتمین فرمانده روسی بریگاد قزاق ایران بود که مجلس شورای ملی را به دستور محمدعلی شاه قاجار به توپ بست.
به دستور وی تنی چند از آزادی‌خواهان اعدام شدند همچنین در خوزستان به جنگ با قبیلهٔ بنی لام عبدالخان پرداخت و اعتراضات را سرکوب کرد.
لیاخوف، افسر ارتش روسیه، از طرف دربار تزار نیکلای دوم به ایران اعزام شد و در زمان سلطنت محمدعلی شاه قاجار، فرماندهی بریگاد مرکزی قوای قزاق را برعهده گرفت. کلنل لیاخوف در مقابل وزیر جنگ و هیچ‌یک از مقامات وقت ایران برای خود مسئولیتی قائل نبود و مستقیماً از پترزبورگ کسب تکلیف می‌کرد. وی در ۲۲ جمادی‌الاول سال ۱۳۲۶ ق، از طرف محمدعلی شاه قاجار به سمت فرماندار نظامی تهران منصوب شد و در ۲۳ جمادی‌الاول برابر روز سه‌شنبه ۲ تیر ۱۲۸۷ به دستور شاه و توصیه سرگئی شاپشال که در خدمت محمدعلی شاه قاجار بود و نیکولاس هارتویگ  وزیر مختار روسیه در ایران، مجلس شورای ملی را به توپ بست.
بر اثر این واقعه جمعی از نمایندگان مجلس را متفرق ساخت و عده‌ای را کشت و قوای قزاق وارد مجلس شدند و دست به تخریب و غارت زدند. بعد از این آشوب سازی مهلک، کلنل لیاخوف از طرف محمدعلی شاه قاجار مورد قدردانی قرار گرفت.
لیاخوف تا روز اول رجب سال ۱۳۲۷ ق در خدمت محمدعلی شاه قاجار بود، ولی پس از فتح تهران توسط مجاهدان و سواران گیلانی و بختیاری، تسلیم اردوی مشروطه‌خواهان شد و از طرف علیقلی‌خان سردار اسعد و محمدولی‌خان تنکابنی، فاتحان مشروطه‌خواه تهران، تحت حفاظت یوسف خان امیر مجاهد قرار گرفت، تا مورد حمله مشروطه خواهان واقع نشود.
لیاخوف در سوم رجب سال ۱۳۲۷ ه‍.ق استعفای خود را تسلیم سپهسالار وزیر جنگ کرد و به سن پترزبورگ رفت. در سال ۱۹۱۷ (۱۳۳۶ ق) که انقلاب روسیه پدید آمد، به ژنرال دِنیکِن فرمانده روس‌های سفید پیوست و چون سفیدها شکست خوردند، به باتومی گرجستان گریخت. ولی در آن جا، به دست سه تن گرجی، کشته شد.

## طرح‌ریزی به توپ بستن مجلس
مشهور است که محمدعلی شاه عامل اصلی و طراح به توپ بستن مجلس بوده‌است، اما بنا بر گزارش‌های محرمانه‌ای که پانوف، روزنامه‌نگار بلغاری، از لیاخوف ربوده بود، طراح اصلی نقشه، لیاخوف و بارانوسکی (مترجم سفارت روس) و شاپشال (آجودان شاه و از اتباع روسیه) بودند که با ادارهٔ ارتش در تفلیس و سن‌پترزبورگ تماس داشتند و موافقت دولت روسیه را کسب کرده بودند. شاه ابتدا با نقشهٔ لیاخوف مخالفت کرد و خواهان روش مسالمت‌آمیزتری شد، زیرا از عواقب درگیری نظامی و کشتار مردم می‌ترسید، ولی لیاخوف گفت که جز این راهی نیست و تهدید کرد که در غیر این صورت، دیگر دولت روسیه در قبال وی تعهد و مسئولیتی نخواهد داشت. شاه به‌ناچار پذیرفت، ولی درخواست کرد تا جایی که ممکن است از خون‌ریزی خودداری کنند.

## نگارخانه

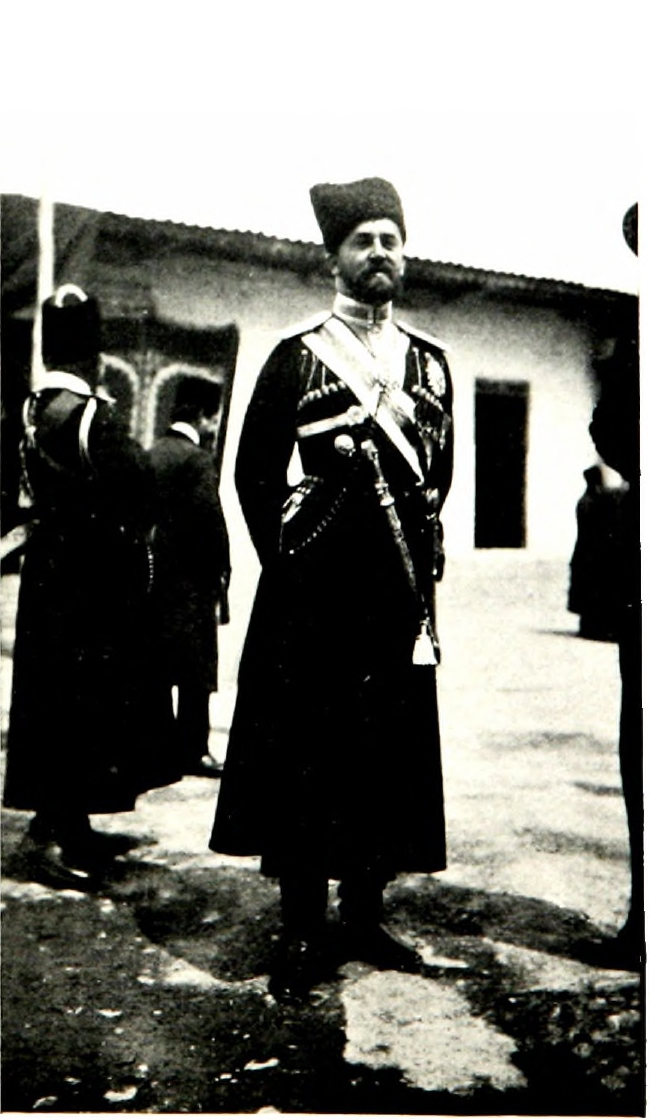
لیاخوف در لباس قزاقی
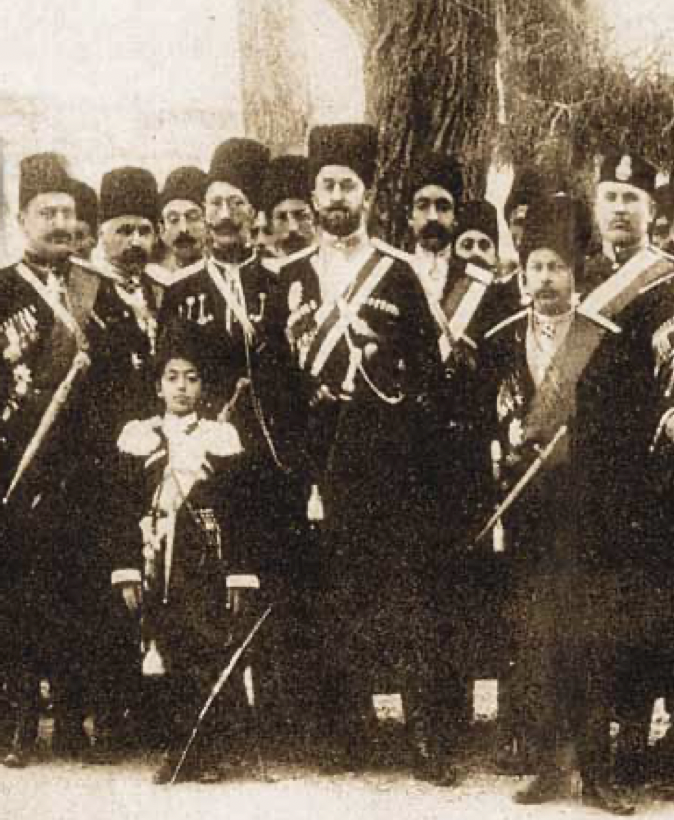
ژنرال لیاخوف (ایستاده در وسط تصویر)
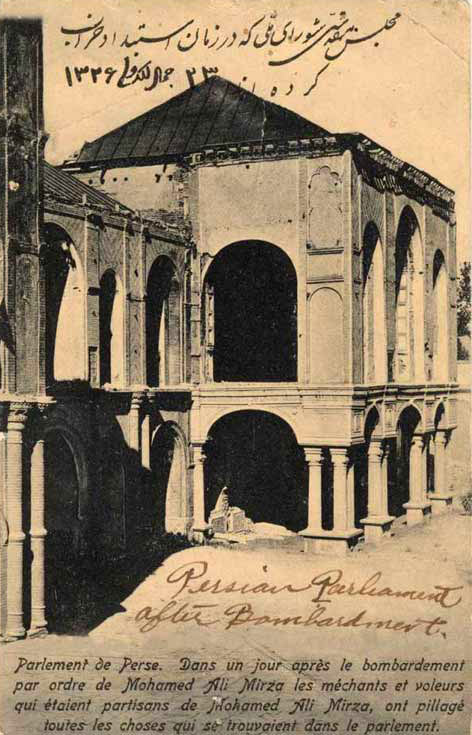
ساختمان مجلس پس از به‌توپ‌ بسته‌شدن به دستور ژنرال لیاخوف، تهران، ۱۹۰۸ میلادی
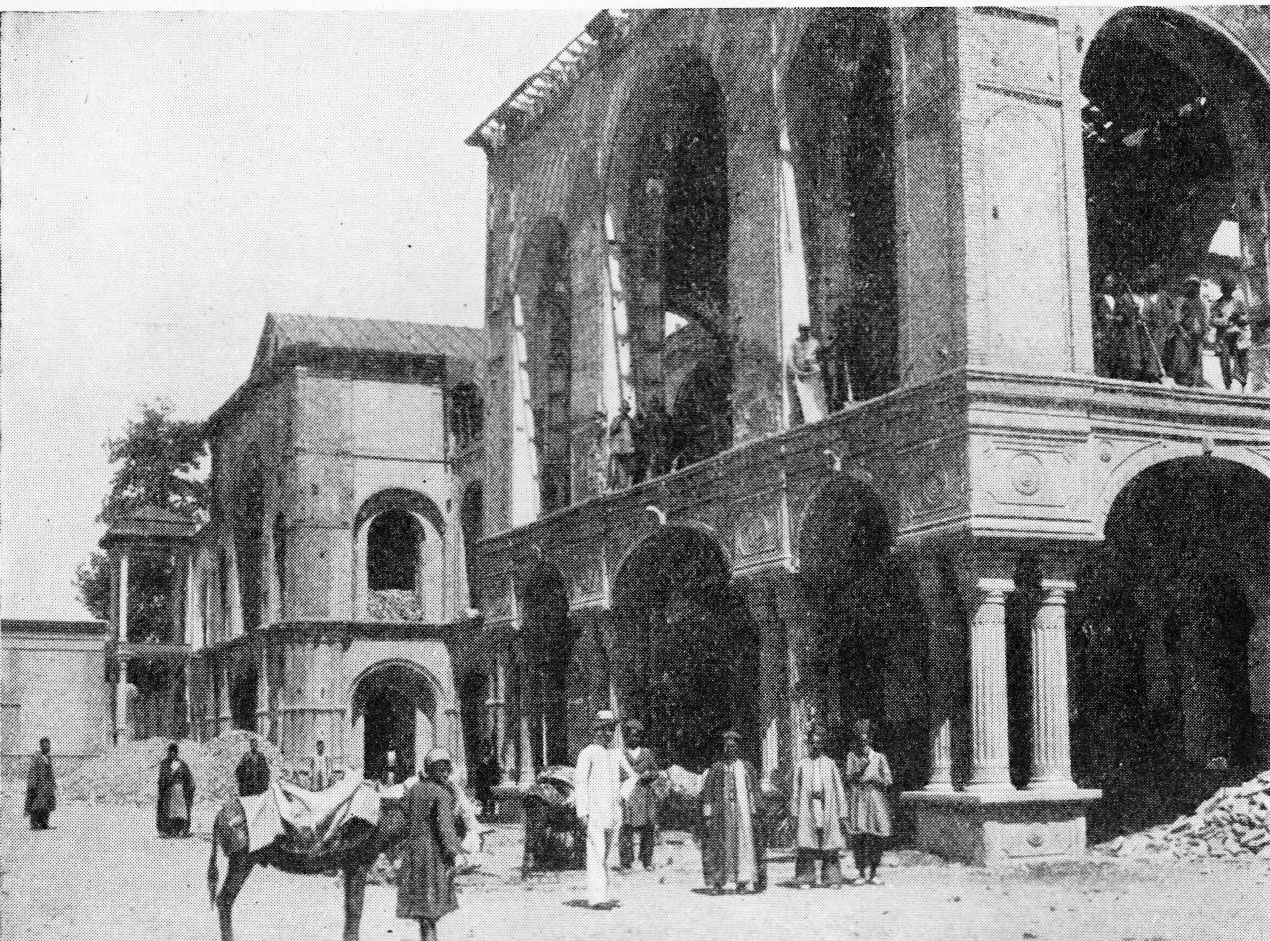
ساختمان مجلس پس از بمباران به دستور ژنرال لیاخوف، تهران، ۱۹۰۸ میلادی